# Ramnulf I. (Poitou)
Ramnulf I. von Poitou, auch Ranulf oder Rainulf genannt, (* um 820; † 15. September 866) war von 839 bis 866 ein Graf von Poitou und von 841 bis 866 Abt von Saint-Hilaire-de-Poitiers aus der Familie der Ramnulfiden.

## Leben
Ramnulf war der Sohn des Grafen Gerhard von Auvergne (X 841) und Rotrud Karolinger (* 800), einer Tochter Ludwigs des Frommen und Enkelin Karls des Großen. Von seinem kaiserlichen Großvater erhielt er nach der Absetzung König Pippins II. von Aquitanien 839 die Grafschaft Poitou übertragen. 864 nahm er Pippin II. gefangen und lieferte ihn an König Karl den Kahlen aus. Ständig im Kampf gegen die einfallenden Normannen befindlich, fiel Ramnulf zusammen mit Markgraf Robert dem Tapferen in der Schlacht von Brissarthe (866) nach einem Pfeiltreffer.
Ramnulf begründete die herausragende Machtstellung seiner Familie im westlichen Aquitanien und führte selbst zeitweise den Titel eines Dux.
Verheiratet war er mit Bilchilde, einer Tochter des Grafen Roricos I. von Maine aus der Familie der Rorgoniden. Sie hatten drei Kinder:
- Ramnulf II. (* um 855; † 5. August 890), Graf von Poitou
- Gauzbert († 892), im Kampf gegen König Odo getötet
- Ebalus († 2. Oktober 892), Abt von St. Germain (881), St. Denis (886) und St. Hilaire (889). Seit 888 Kanzler von König Odo, dann aber gegen diesen im Kampf getötet.

| Vorgänger | Amt                     | Nachfolger  |
| --------- | ----------------------- | ----------- |
| Emenon    | Graf von Poitou 839–866 | Ramnulf II. |

| Personendaten    | Personendaten                                      |
| ---------------- | -------------------------------------------------- |
| NAME             | Ramnulf I.                                         |
| ALTERNATIVNAMEN  | Ranulf I. von Poitiers; Ramnulf I. von Poitiers    |
| KURZBESCHREIBUNG | Graf von Poitou, Abt von Saint-Hilaire-de-Poitiers |
| GEBURTSDATUM     | um 820                                             |
| STERBEDATUM      | 15. September 866                                  |
| STERBEORT        | bei Brissarthe                                     |